# Betheln
Betheln település Németországban, azon belül Alsó-Szászország tartományban.  Betheln Nordstemmen, Despetal és Hildesheim községekkel határos.

## Népesség
A település népességének változása: